# Sarda chiliensis lineolata
El bonito del Pacífico oriental (Sarda chiliensis lineolata) es una subespecie de peces marinos de la familia Scombridae en el orden de los Perciformes.

## Morfología
Los machos pueden llegar alcanzar los 102 cm de longitud total y los 11,3 kg de peso.

## Distribución geográfica
Se encuentra desde Alaska hasta la península de Baja California, el suroeste del Golfo de California y las islas Revillagigedo.